# Witloof Bay
A Witloof Bay (magyarul: Cikóriasaláta-öböl) egy belga a cappella együttes, akik 2011. február 12-én elnyerték a jogot egy nemzeti döntőben, hogy képviseljék Belgiumot a 2011-es Eurovíziós Dalfesztiválon Düsseldorfban.
Benoît Giaux az együttes egyik legkarakteresebb előadója, az Eurovíziós versenydal szerzője, a bariton szólam énekese. Diplomás énekes és zongorista, ezért munkája során tanít, kórust szervez, és előad – hol egyedül, hol pedig a Witloof Bay együttessel.
RoxorLoops szintén együttműködött a komponálásban és a szövegírásban, emellett szájdobolásával – mely világbajnoki címet és nemzetközi ismertséget hozott neki – különleges ízt ad az együttes dalainak.
Florence Huby a két női tag egyike – egészen pontosan, a fekete hajú. Az együttesben alt szólamban énekel, de tehetségével egyéb kórusok színvonalát is emeli. Ezeket gyakran vezényli is, hiszen ehhez diplomája van.
Etienne Debaisieux a basszus szólamot erősíti az együttesben, emellett a Namur kamarakórus oszlopos tagja és büszkesége.
Nicolas Dorian tenort énekel, a londoni királyi zeneakadémián kapott képzést. Ő énekel először szólót a dalban, és gyakran vesz részt zeneszerzésben is – ez ugyanis a hobbija.
Alexia Saffery az együttes másik énekesnője, szoprán hangjával bárkit elkápráztat. Határtalan tudását több intézményben, zeneiskolában próbálja átadni a nebulóknak, emellett kiváló dzsesszénekesnő. Etienne-nel karöltve énekel a Namur kamarakórusban, de nem tősgyökeres Witloof Bay tag – egy szülési szabadságon lévő előadó, Mathilde Sevrin helyére ugrott be.
Számos díjat bezsebeltek már a cappella éneklés terén, szórakoztatták nagy nemzetközi fesztiválok közönségét is.

## Fordítás
- Ez a szócikk részben vagy egészben  a   Witloof Bay című angol Wikipédia-szócikk fordításán alapul.  Az eredeti cikk szerkesztőit annak laptörténete sorolja fel. Ez a jelzés csupán a megfogalmazás eredetét és a szerzői jogokat jelzi, nem szolgál a cikkben szereplő információk forrásmegjelöléseként.

## Lásd még
- 2011-es Eurovíziós Dalfesztivál
- With Love Baby
- Belgium az Eurovíziós Dalfesztiválokon